# Мартин, Элвин
Элвин Эдвард Мартин (англ. Alvin Edward Martin; 29 июля 1958, Ливерпуль, Англия) — английский футболист, защитник и тренер. Один из лучших защитников в истории «Вест Хэм Юнайтед».

## Клубная карьера
Во взрослом футболе дебютировал в 1977 году выступлениями за клуб «Вест Хэм Юнайтед», в котором провёл девятнадцать сезонов, приняв участие в 469 матчах чемпионата. Большую часть времени, проведённого в составе «Вест Хэм Юнайтед», был основным игроком защиты команды.
Завершил профессиональную игровую карьеру в клубе из Третьей лиги Англии, «Лейтон Ориент», за который выступал в сезоне 1996/97.

## Выступление в сборной
В мае 1981 года дебютировал за сборную Англии в матче против сборной Бразилии. На протяжении карьеры в национальной команде, которая длилась 6 лет, провёл в форме главной команды страны 17 матчей.
В составе сборной был включён на чемпионат мира 1986 в Мексике.

## Карьера тренера
Начал тренерскую карьеру сразу же по завершении карьеры игрока, в 1997 году, возглавив тренерский штаб клуба «Саутенд Юнайтед». На текущий момент опыт тренерской работы ограничивается этим клубом, с которым Мартин проработал до 1999.

## После футбола
После ухода из футбола присоединился к национальной радиостанции TalkSport, также будучи постоянным экспертом на футбольных ток-шоу на канале Sky Sports.

## Личная жизнь
Двое его сыновей Дэвид (род. 1986) и Джо (род. 1988) также стали профессиональными футболистами.

## Достижения
- Обладатель Кубка Англии: 1980